# ソユーズMS-06
ソユーズMS-06は国際宇宙ステーションに第53次長期滞在クルーを送り届けるために2017年9月13日に打ち上げられたソユーズ宇宙船である。135機目のソユーズ宇宙船で、ロシア人のコマンダーとアメリカ人のフライトエンジニア2名の計3名が搭乗した。軌道上に168日留まった後、2018年2月28日に帰還した。

## クルー
| 地位                 | メンバー                                                         | メンバー                                                         |
| -------------------- | ---------------------------------------------------------------- | ---------------------------------------------------------------- |
| コマンダー           | アレクサンドル・ミシュルキン, RSA 第53次長期滞在 2回目の宇宙飛行 | アレクサンドル・ミシュルキン, RSA 第53次長期滞在 2回目の宇宙飛行 |
| フライトエンジニア 1 | マーク・T・ヴァンデハイ, NASA 第53次長期滞在 1回目の宇宙飛行     | マーク・T・ヴァンデハイ, NASA 第53次長期滞在 1回目の宇宙飛行     |
| フライトエンジニア 2 | ジョセフ・アカバ, NASA 第53次長期滞在 3回目の宇宙飛行            | ジョセフ・アカバ, NASA 第53次長期滞在 3回目の宇宙飛行            |

### Backup crew
| 地位                 | メンバー                          | メンバー                          |
| -------------------- | --------------------------------- | --------------------------------- |
| コマンダー           | アレクサンドル・スクボルソフ, RSA | アレクサンドル・スクボルソフ, RSA |
| フライトエンジニア 1 | スコット・ティングル, NASA        | スコット・ティングル, NASA        |
| フライトエンジニア 2 | シャノン・ウォーカー, NASA        | シャノン・ウォーカー, NASA        |

2017年にロシアが国際宇宙ステーションに派遣する宇宙飛行士の人数を削減することを決定したため、クルーの搭乗割が変更された。このため、元々ソユーズMS-04に搭乗するはずだったアレクサンドル・ミシュルキンとマーク・T・ヴァンデハイがソユーズMS-06に搭乗することになった。